# 元聖王
元聖王（げんせいおう、生年不詳 - 799年2月12日）は、新羅の第38代の王（在位：785年 - 799年）であり、姓は金、諱は敬信。第17代の奈勿尼師今の十二世孫であり、高祖父は大阿飡（5等官）の金法宣、曽祖父は伊飡（2等官）の金義寬、祖父は伊飡（2等官）の金魏文、父は一吉飡（7等官）の金孝譲、母は朴氏の継烏夫人。王妃は角干（1等官）の金神述の娘の淑貞夫人。785年正月に先代の宣徳王が死去すると、金周元との抗争に勝って王位に就いた。

## 即位まで
第36代恵恭王の末年に志貞の反乱（780年2月）が起こり、当時の上大等の金良相（宣徳王）がこれを鎮圧するために挙兵すると、伊飡（2等官）だった金敬信も参加し、乱の鎮圧に功績があった。反乱のなかで恵恭王が落命してその後を金良相が宣徳王として即位し、敬信は宣徳王の下で上大等に任命された。
宣徳王が子を儲けないままに死去し、群臣は初め武烈王五世孫の金周元を推戴しようとしたが、周元が大雨に遭って王城入りできない間に敬信が王城に王位を継いだ、と伝えられている。『三国史記』新羅本紀では、この大雨は周元の即位を天が望まないためと解し、改めて王の推戴を審議して敬信を選出することになり、敬信が即位すると雨が止んだ、即ち天意に適ったと伝える。『三国遺事』紀異・元聖王条では、周元が上宰、敬信が次宰であったときに、敬信が「貴人の帽子を脱いで素笠を被り、手に十二弦の琴を持ち、天官寺の井戸に入る」という夢を見たこと、その夢占いによれば「帽子を脱ぐのは上に人がいなくなること、素笠を被るのは王冠を被る兆し、十二弦の琴は十二世孫が王位を継ぐ兆し、天官寺の井戸に入るのは宮殿に入る兆し」であること、宣徳王の死後に敬信が王位を継いだのはほぼ夢のとおりであった、と伝えられている。

## 治世
即位後直ち（785年2月）に自身の祖先への追封を行ない、五廟を再整備した。788年には官吏登用の制度として、科挙に類似する「読書三品」を定めたように、儒教的・律令体制的な政策を打ち出した。また、度々の天災により民が餓えることがあったが、律令体制の下で貢納された租粟を振舞って民の救済を行なっている。恵恭王の末年以来の政治的混乱の収拾に努めたが、こうした天災が続いたこともあって、788年秋には国の西部で盗賊が現われ、791年には元の侍中の悌恭が反乱を起こして誅殺されるなど、
決して安定した政治が行なわれたわけではなかった。
唐に対しては786年に使者を派遣して貢納し、徳宗からは新羅の長年の忠勤を慰撫する詔書をいただいている。また、宣徳王に与えられた官爵〈検校太尉・鶏林州刺史・寧海軍使・新羅王〉をそのまま引き継いだ。
794年7月には奉恩寺（ソウル特別市江南区）を建て、王宮の西には望恩楼を築いた。
在位14年目の貞元14年12月29日（799年2月12日）に死去し、元聖王と諡された。遺詔により、奉徳寺の南で火葬されたという。『三国遺事』紀異では王陵は吐含山の西の崇福寺（寺跡は慶尚北道慶州市外東面末方里）にあるというが、掛陵（慶州市外東面掛陵里。史跡第26号）とする説もある。